# Brunryggig myrfågel
Brunryggig myrfågel (Poliocrania exsul) är en fågel i familjen myrfåglar inom ordningen tättingar.

## Utseende och läte
Brunryggig myrfågel är en medelstor myrfågel med ljusblå bar hud i ansiktet. Den har varmbrun rygg och grått huvud. Hanen har helgrå kropp, honan brun. Sången är distinkt, med två till tre visslingar, varav den sista faller i tonhöjd.

## Utbredning och systematik
Brunryggig myrfågel delas in i fem underarter med följande utbredning:
- exsul-gruppen
  - Poliocrania exsul exsul – förekommer i sluttningen mot Karibien i västra Nicaragua och Panama
  - Poliocrania exsul occidentalis – förekommer i Stillahavssluttningen i Costa Rica och västra Panama
  - Poliocrania exsul niglarus – förekommer från östra Panama till nordvästligaste Colombia (norra Chocó)
- maculifer-gruppen
  - Poliocrania exsul cassini – förekommer i sydöstligaste Panama (Darién) och norra Colombia
  - Poliocrania exsul maculifer – förekommer i Stillahavssluttningen i västra Colombia och västra Ecuador

Sedan 2016 urskiljer Birdlife International maculifer-gruppen som egen art, "kortstjärtad myrfågel".

## Levnadssätt
Brunryggig myrfågel hittas i undervegetation i högväxt skog där den kan vara svår att få syn på. Den uppträder vanligen i par. Fågeln syns ofta vippa stjärten snabbt nedåt och sedan höja den långsamt.

## Status
IUCN bedömer hotstatus för underartsgrupperna (eller arterna) var för sig, båda som livskraftiga.